# Darhan Muminggan
Kỳ liên hiệp Darhan Muminggan (giản thể: 达尔罕茂明安联合旗; phồn thể: 達爾罕茂明安聯合旗; bính âm: Dá'ěrhǎn Màomíng'ān Liánhé Qí, Hán Việt: Đạt Nhĩ Hãn Mậu Minh An liên hiệp kỳ) là một kỳ của địa cấp thị Bao Đầu, khu tự trị Nội Mông Cổ, Trung Quốc. Kỳ cách trung tâm thành phố Bao Đầu 125 kilômét (78 mi) về phía nam-tây nam.

### Trấn
- Bách Linh Miếu (百灵庙镇)

### Hương
| - Đại tô Cát (大苏吉乡) - Tiểu Văn Công (小文公乡) - Ô Lan Hốt Động (乌兰忽洞乡) - Ô Khắc Hốt Động (乌克忽洞乡) - Thạch Bảo Khố Luân (石宝库伦乡) | - Tây Hà (西河乡) - Tây Doanh Bàn (西营盘乡) - Không Đoái Than (坤兑滩乡) - Tai Hốt Động (腮忽洞乡) |

### Tô mộc
| - Ba Âm Ngao Bao (巴音敖包苏木) - Ba Âm Châu Nhật Hòa (巴音珠日和苏木) - Ba Âm Tháp Lạp (巴音塔拉苏木) - Hy Lạp Mục Nhân (希拉穆仁苏木) - Tra Can Ngao Bao (查干敖包苏木) - Tra Can Cáp Đạt (查干哈达苏木) | - Tra Can Náo Nhĩ (查干淖尔苏木) - Đô Vinh Ngao Bao (都荣敖包苏木) - Tân Bảo Lực Cách (新宝力格苏木) - Mãn Đô Lạp (满都拉苏木) - Ngạch Nhĩ Đăng Ngao Bao (额尔登敖包苏木) |